# سرخس بانوی خاوری
سرخس بانوی خاوری (نام علمی: Athyrium niponicum) نام یک گونه از سرده سرخس ماده است.